# Lijst van Illyrische heersers
Dit is een lijst van Illyrische heersers. De Illyrische stammen hadden gedurende de oudheid heerschappij over verschillende lokale gebieden op de Balkan met verschillende titels. In 650 v.Chr. ontstond het Koninkrijk Illyrië, heersers van deze staat hadden de titel Koning.

## Lijst

### Koninkrijk Illyrië
| Afbeelding | Koning        | Regeringsperiode |
| ---------- | ------------- | ---------------- |
|            | Galaurus      | 678-640 v.Chr.   |
|            | Grabos I      | 437-423 v.Chr.   |
|            | Sirras        | 423–393 v.Chr.   |
|            | Bardylis I    | 393–358 v.Chr.   |
|            | Grabos II     | 358-356 v.Chr.   |
|            | Pleuratus I   | 356–335 v.Chr.   |
|            | Pleurias      | 337–336 v.Chr.   |
|            | Cleitus       | 335–295 v.Chr.   |
|            | Glaucias      | 335–295 v.Chr.   |
|            | Bardylis II   | 295–290 v.Chr.   |
|            | Monunius I    | 290-270 v.Chr.   |
|            | Mytilos       | 270–260 v.Chr.   |
|            | Pleuratus II  | 260–250 v.Chr.   |
|            | Agron         | 250–231 v.Chr.   |
|            | Teuta         | 231–227 v.Chr.   |
|            | Demetrius     | 222-219 v.Chr.   |
|            | Scerdilaidas  | 217-205 v.Chr.   |
|            | Pleuratus III | 205-181 v.Chr.   |
|            | Gentius       | 181-168 v.Chr.   |
|            | Ballaios      | 157-135 v.Chr.   |

### Koninkrijk Dardanië
| Afbeelding | Koning   | Regeringsperiode |
| ---------- | -------- | ---------------- |
|            | Longarus | 230-206 v.Chr.   |
|            | Bato     | 206-176 v.Chr.   |